# Liste der Stolpersteine in Peine
Die Liste der Stolpersteine in Peine enthält alle Stolpersteine, die im Rahmen des gleichnamigen Kunst-Projekts von Gunter Demnig in Peine verlegt wurden. Mit ihnen soll der Opfer des Nationalsozialismus gedacht werden, die in Peine lebten und wirkten. Bei mehreren Verlegungen  wurden in der Kernstadt Peine 49 Stolpersteine an 25 Standorten verlegt. (Stand: März 2022)

## Liste der Stolpersteine
| Bild | Person, Inschrift | Adresse                   | Verlegedatum  | Anmerkungen |
| ---- | --- | ------------------------- | ------------- | --- |
|      | Hier wohnte Gustav Selle Jg. 1908 im Widerstand verhaftet 1933 Moringen Strafbataillon 999 tot 11.5.1945                                     | Ahornstr. 16 ⊙            | 2. Nov. 2011  | |
|      | Hier wohnte Emma Herzfeld geb. Blumenthal Jg. 1860 deportiert 1942 Theresienstadt ermordet in Treblinka                                      | Am Markt 1 ⊙              | 11. Nov. 2005 | |
|      | Hier wohnte Grete Levinsohn geb. Herzfeld Jg. 1888 deportiert ermordet in Riga                                                               | Am Markt 1 ⊙              | 11. Nov. 2005 | Für Grete Levinsohn wurde am 28.10.2020 in Berlin in der Mommsenstr. 40 (heute Lewishamstr. 40) ein weiterer Stolperstein verlegt. Grete Lewinsohn wurde am 19.01.1942 von Bahnhof Grunewald in das Ghetto Riga deportiert, wo sie auch ermordet wurde. |
|      | Hier wohnte Max Herzfeld Jg. 1890 deportiert 1942 tot im Ghetto Warschau                                                                     | Am Markt 1 ⊙              | 11. Nov. 2005 | |
|      | Hier wohnte Käte Herzfeld geb. Rothschild Jg. 1898 deportiert 1942 tot im Ghetto Warschau                                                    | Am Markt 1 ⊙              | 11. Nov. 2005 | |
|      | Hier wohnte Albert Hertz Jg. 1895 Flucht 1935 Holland interniert Westerbork deportiert ermordet 1944 auf Todesmarsch bei Cosel               | Am Markt 8 ⊙              | 24. Nov. 2008 | |
|      | Hier wohnte Erna Hertz geb. Alexander Jg. 1902 Flucht 1935 Holland interniert Westerbork deportiert ermordet in Auschwitz                    | Am Markt 8 ⊙              | 24. Nov. 2008 | |
|      | Hier wohnte Erna Bertha Hertz Jg. 1923 Flucht 1935 Holland interniert Westerbork deportiert ermordet 1942 in Auschwitz                       | Am Markt 8 ⊙              | 24. Nov. 2008 | |
|      | Hier wohnte Anna Dorothea Hertz Jg. 1929 Flucht 1935 Holland interniert Westerbork deportiert ermordet 1942 in Auschwitz                     | Am Markt 8 ⊙              | 24. Nov. 2008 | |
|      | Hier wohnte Minna Wilder geb. Rössler Jg. 1887 deportiert 1942 Ghetto Warschau ???                                                           | Am Markt 19 ⊙             | 2. Nov. 2011  | |
|      | Hier wohnte Frieda Wilder Jg. 1925 deportiert 1942 Ghetto Warschau ???                                                                       | Am Markt 19 ⊙             | 2. Nov. 2011  | |
|      | Hier wohnte Leonie Wilder Jg. 1930 deportiert 1942 ???                                                                                       | Am Markt 19 ⊙             | 2. Nov. 2011  | |
|      | Hier wohnte Willi Stengel Jg. 1909 im Widerstand / KPD 'Schutzhaft' 1933 Esterwegen Strafbataillon 999 Schicksal unbekannt                   | Berkumer Weg 26 ⊙         | 19. Nov. 2015 | |
|      | Hier wohnte Meta Klestadt Jg. 1889 deportiert 1942 Ghetto Warschau ???                                                                       | Bodenstedtstr. 20 ⊙       | 2. Nov. 2011  | Anm. verlegt vor Haus Hans-Marburger-Straße 4 |
|      | Hier wohnte Louis Fels Jg. 1872 Flucht 1939 Amsterdam 1940 Selbstmord                                                                        | Breite Straße 15 ⊙        | 5. Sep. 2004  | |
|      | Hier wohnte Johanna Fels geb. Ehrlich Jg. 1872 Flucht 1939 Amsterdam ermordet in Theresienstadt                                              | Breite Straße 15 ⊙        | 5. Sep. 2004  | |
|      | Hier wohnte Bertha Herzog geb. Fels deportiert 1944 Theresienstadt ermordet 1944 in Auschwitz                                                | Breite Straße 15 ⊙        | 5. Sep. 2004  | |
|      | Hier wohnte Erwin Fels Jg. 1902 Flucht 1938 Holland deportiert 1942 tot 1942 in Lublin                                                       | Breite Straße 15 ⊙        | 5. Sep. 2004  | |
|      | Hier wohnte Ida Plaut geb. Dörnberg Jg. 1878 deportiert Riga Selbstmord                                                                      | Breite Straße 16 ⊙        | 5. Sep. 2004  | |
|      | Hier wohnte Rosa Laube geb. Livy Jg. 1874 deportiert 1942 ermordet in Treblinka                                                              | Breite Straße 17 ⊙        | 5. Sep. 2004  | |
|      | Hier wohnte Albert Friedmann Jg. 1874 verhaftet 1933 'Hochverrat' Esterwege 1939 Buchenwald ermordet 9.5.1941 Dachau                         | Breite Straße 46 ⊙        | 2. Nov. 2011  | |
|      | Hier wohnte Renate Friedmann Jg. 1919 verhaftet 1939 'Rassenschande' Ravensbrück ermordet 27.4.1942                                          | Breite Straße 46 ⊙        | 2. Nov. 2011  | |
|      | Hier wohnte Israel Perel Jg. 1877 deportiert Lodz entkräftet tot 1943                                                                        | Damm 1 ⊙                  | 18. Aug. 2006 | |
|      | Hier wohnte Rebecca Perel geb. Halpern Jg. 1883 deportiert Lodz vergast 1944                                                                 | Damm 1 ⊙                  | 18. Aug. 2006 | |
|      | Hier wohnte Berta Perel Jg. 1916 deportiert Ghetto Wilna KZ Stutthof Todesmarsch erschossen 1944                                             | Damm 1 ⊙                  | 18. Aug. 2006 | |
|      | Hier wohnte Werner Kratz Jg. 1888 verhaftet 1934 Gestapohaft verhaftet 20.7.1944 KZ Neuengamme tot 3.5.1945 MS Cap Arcona                    | Damm 14 ⊙                 | 18. Aug. 2006 | |
|      | Hier wohnte Hermann Marburger Jg. 1881 deportiert 1942 Ghetto Warschau ???                                                                   | Damm 37 ⊙                 | 18. Aug. 2006 | Gedenktafel am Wohn- und Geschäftshaus Damm 37 |
|      | Hier wohnte Rosa Marburger geb. Moses Jg. 1888 deportiert 1942 Ghetto Warschau tot Mai 1942                                                  | Damm 37 ⊙                 | 18. Aug. 2006 | Gedenktafel am Wohn- und Geschäftshaus Damm 37 |
|      | Hier wohnte Hans Marburger Jg. 1921 Opfer des Pogrom erschossen verbrannt 10. November 1938                                                  | Damm 37 ⊙                 | 18. Aug. 2006 | Gedenktafel am Wohn- und Geschäftshaus Damm 37 |
|      | Hier wohnte Max Stern Jg. 1901 deportiert 1942 Ghetto Warschau Schicksal unbekannt                                                           | Damm 37 ⊙                 | 18. Aug. 2006 | |
|      | Hier wohnte Frieda Gorski geb. Winn Jg. 1898 verhaftet 10.8.1934 Gestapohaft tot an Haftfolgen 17.12.1934                                    | Dorotheenstr. 34 ⊙        | 18. Aug. 2006 | |
|      | Hier wohnte Fritz Brunke Jg. 1902 im Widerstand/KPD 'Schutzhaft' 1933 Moringen Schicksal unbekannt                                           | Friedrichstraße 36 ⊙      | 19. Nov. 2015 | |
|      | Hier wohnte Gustav Lichtenstein Jg. 1881 deportiert 1942 Riga ???                                                                            | Gröpern 3–4 ⊙             | 5. Sep. 2004  | |
|      | Hier wohnte Elise Lichtenstein geb. Hauptmann Jg. 1894 deportiert 1942 Riga ???                                                              | Gröpern 3–4 ⊙             | 5. Sep. 2004  | |
|      | Hier wohnte Bernhard Lichtenstein Jg. 1923 deportiert 1942 Riga ???                                                                          | Gröpern 3–4 ⊙             | 5. Sep. 2004  | |
|      | Hier wohnte Otto Schwarzenau Jg. 1890 im Widerstand verhaftet 11.5.1938 KZ Oranienburg tot an Haftfolgen 17.7.1942                           | Henselingstraße 3 ⊙       | 18. Aug. 2006 | |
|      | Hier wohnte Emil Alexander Jg. 1870 Flucht 1938 Holland interniert Westerbork ermordet 1942 in Auschwitz                                     | Kantstraße 27 ⊙           | 24. Nov. 2008 | |
|      | Hier wohnte David de Jonge Jg. 1870 deportiert 1942 Theresienstadt tot 8.3.1943                                                              | Rosenhagen 7 ⊙            | 2. Nov. 2011  | |
|      | Hier wohnte Berta de Jonge geb. Müller Jg. 1863 deportiert 1942 Theresienstadt tot 1.12.1942                                                 | Rosenhagen 7 ⊙            | 2. Nov. 2011  | |
|      | Hier wohnte Martha Freudenthal geb. Spiegelberg Jg. 1968 deportiert 1942 Theresienstadt tot 28.9.1942                                        | Rosenthaler Straße 8 ⊙    | 18. Aug. 2006 | |
|      | Hier wohnte Dr. Hans Bernhard Freudenthal Jg. 1898 deportiert 1943 Theresienstadt ermordet Okt. 1943 Auschwitz                               | Rosenthaler Straße 8 ⊙    | 18. Aug. 2006 | |
|      | Hier wohnte Karl Arnecke Jg. 1910 im Widerstand Karl-Liebknecht- Schutzstaffel verhaftet 1933 Strafbataillon 999 tot 19.2.1945               | Rosenthaler Straße 8 ⊙    | 2. Nov. 2011  | |
|      | Hier wohnte Otto Scheffler Jg. 1902 im Widerstand/KPD 'Schutzhaft' 1933 Moringen 1933 Gefängnis Hameln entlassen 1934                        | Schloßstraße 8 ⊙          | 19. Nov. 2015 | |
|      | Hier wohnte Hermann Heberle Jg. 1898 im Widerstand/KPD 'Schutzhaft' 1933 wegen 'Hochverrat' Gefängnis Strafbataillon 999 Schicksal unbekannt | Stederdorfer Straße 24 ⊙  | 19. Nov. 2015 | |
|      | Hier wohnte Otto Fasterding Jg. 1910 im Widerstand/DMV 'Schutzhaft' 1933 Gefängnis Strafbataillon 999 Schicksal unbekannt                    | Stederdorfer Straße 30 ⊙  | 19. Nov. 2015 | |
|      | Hier wohnte Ruth Graetz Jg. 1919 deportiert 1941 Minsk ermordet in Auschwitz                                                                 | Theodor-Heuss-Straße 21 ⊙ | 2. Nov. 2011  | |
|      | Hier wohnte Minna Mosheim geb. Koopmann Jg. 1867 deportiert 1942 Theresienstadt 1942 Treblinka ermordet in Minsk                             | Schwarzer Weg 36 ⊙        | 24. Nov. 2008 | |
|      | Hier wohnte Berta Sostmann geb. Marx Jg. 1869 deportiert 1942 Theresienstadt ermordet 1944 in Auschwitz                                      | Schwarzer Weg 36 ⊙        | 24. Nov. 2008 | |
|      | Hier wohnte Grete Sostmann Jg. 1896 deportiert 1942 tot 1944 in Theresienstadt                                                               | Schwarzer Weg 36 ⊙        | 24. Nov. 2008 | |